# Dacus congoensis
Dacus congoensis är en tvåvingeart som beskrevs av White 2006. Dacus congoensis ingår i släktet Dacus och familjen borrflugor. Inga underarter finns listade i Catalogue of Life.